# Xbox Entertainment Studios
Xbox Entertainment Studios foi um estúdio de televisão e cinema americano com sede em Santa Monica, Califórnia, criado internamente pela Microsoft Studios em 2012, a fim de criar "conteúdo de televisão interativa" para o Xbox Live.
Em 17 de julho de 2014, a Microsoft confirmou que o estúdio seria fechado. Em 29 de outubro de 2014, o vice-presidente e o presidente da empresa partiram e a empresa foi oficialmente fechada.

## Conteúdo em vídeo
No momento do encerramento, o Xbox Entertainment Studios estava desenvolvendo seus primeiros projetos: um documentário sobre a crise dos jogos eletrônicos de 1983, um drama de ficção científica intitulado Humans e uma série de televisão em live action baseada na franquia Halo em colaboração com o produtor de filmes Steven Spielberg. Os projetos futuros deveriam incluir um remake da série de ficção científica da BBC Blake's 7, um reboot da série de documentários do hospital infantil canadense Little Miracles e uma série autobiográfica sobre o rapper Nas. O estúdio também pretendia co-produzir certos eventos ao vivo para o Xbox Live, incluindo edições futuras do Call of Duty Championship, o concurso de beleza Miss Teen USA e o VGX.
Antes do anúncio do fechamento, o estúdio lançou um reality show focado no futebol de rua chamado Every Street United para coincidir com a Copa do Mundo FIFA de 2014. Antes de fechar, pretendia lançar o documentário de jogo eletrônico intitulado Atari: Game Over, e a série derivada de Halo.
Em setembro de 2014, The Hollywood Reporter informou que a AMC estava em negociações para adquirir os direitos de reviver a série Humans e que a escalação de elenco estava em andamento.

## Conteúdo
O Xbox Entertainment Studios ofereceu filmes e séries originais que foram produzidos em colaboração com estúdios profissionais.